# The Ex
The Ex – holenderski zespół rockowy propagujący w swej twórczości idee anarchizmu. Założony pod koniec lat 70. XX w. na fali popularności punk rocka, od tego czasu nagrał prawie 20 albumów, stając się jednym z najdłużej działających i najbardziej znaczących zespołów punkowych w historii. Muzyka grupy na przestrzeni lat ulegała daleko idącej ewolucji – od prostego anarchopunka, prezentowanego na pierwszej płycie All Corpses Smell the Same, do eksperymentalnych brzmień punk/post punk/no wave w czasach współczesnych.
Zespół znany ze współpracy z wieloma artystami, m.in. z awangardowym wiolonczelistą Tomem Corą (rezultatem współpracy są dwie płyty Scrabbling At the Lock z 1991 i And the Weathermen Shrug Their Shoulders z 1993), brytyjską grupą Chumbawamba (płyta Destroy Fascism! z 1986, nagrana pod wspólną nazwą Antidote), czy z etiopskim saksofonistą Gétatchèwem Mèkuryą (m.in. album Moa Anbessa z 2006).
Grupa kilkakrotnie koncertowała w Polsce.

## Dyskografia
- 1980 Disturbing Domestic Peace
- 1982 History is What's Happening
- 1983 Tumult
- 1984 Blueprints for a Blackout
- 1985 Support the Miners' Strike
- 1985 Pay no More than 6 Fr.
- 1985 Pokkeherrie
- 1987 Too Many Cowboys
- 1987 Antidote Live in Wroclaw
- 1988 Aural Guerilla
- 1989 Joggers and Smoggers
- 1990 Treat
- 1991 Scrabbling at the Lock
- 1993 And the Weathermen Shrug Their Shoulders
- 1995 Instant
- 1995 Mudbird Shivers
- 1998 Starters Alternators
- 2001 Dizzy Spells
- 2001 Een Rondje Holland
- 2004 Turn
- 2006 Moa Anbessa
- 2011 Catch My Shoe
- 2012 Y'Anbessaw Tezeta
- 2013 Enormous Door
- 2018 27 passports